# Scooby-Doo! y La Maldición de los 13 fantasmas
Scooby-Doo! y La Maldición de los 13 fantasmas es una película de animación estadounidense estrenada en febrero del 2019, basada en la serie animada Los 13 fantasmas de Scooby-Doo de 1985. Se trata de un homenaje al aniversario por los 34 años del lanzamiento de la serie y encarnandola en una nueva versión. En noviembre de 2018 se estrenó su tráiler.
La película cuenta con el retorno de los personajes Vincent Van Ghoul y Flim-Flam personajes que habían tenido cameos en Scooby-Doo! Misterios S.A. El filme está producido por Warner Bros. Animation y fue lanzado directamente a DVD.

## Sinopsis
Mystery Inc. se retira de resolver crímenes luego de arruinar un caso. Cuando Vincent Van Ghoul se pone en contacto con la pandilla sobre una investigación inacabada de Daphne, Shaggy y Scooby, la pandilla entra en acción para terminar el trabajo que consiste en atrapar al 13º Fantasma que escaparon del Cofre de los Demonios y aún están en libertad.

## Reparto
- Matthew Lillard como Shaggy Rogers.
- Frank Welker como Fred Jones/Scooby-Doo.
- Grey Griffin como Daphne Blake.
- Kate Micucci como Velma Dinkley.
- Maurice LaMarche como Vincent Van Ghoul.

## Producción
Esta película marca la celebración del aniversario por los 34 años del estreno de la serie animada Los 13 fantasmas de Scooby-Doo, y contiene referencias y guiños a la trama de dicha serie. Los personajes Daphne Blake y Shaggy Rogers son estilizados y adaptados conforme a sus diseños y personalidades de la serie de la década de 1980.

## Estreno
La película se lanzó directo a DVD el 5 de febrero de 2019.